# Momo (film)
Pour les articles homonymes, voir Momo.
Pour plus de détails, voir Fiche technique et Distribution.
Momo est un film italo-allemand réalisé par Johannes Schaaf et sorti au cinéma en 1986.
C'est une adaptation du roman éponyme de Michael Ende.

## Synopsis
Momo, une petite fille, vit dans les ruines d'un amphithéâtre à proximité d'une ville. Un jour, les mystérieux Hommes en gris arrivent en ville et commencent à proposer aux habitants de placer leur temps à la Banque du Temps. Peu à peu, toutes les activités considérées comme des pertes de temps sont bannies, et les habitants de la ville sombrent dans une frénésie permanente. Pour les sauver et mettre fin aux agissements des Hommes en gris, Momo part en quête d'un expert du temps, Maître Hora.

## Fiche technique
- Titre : Momo
- Titre original : Momo
- Réalisation : Johannes Schaaf
- Scénario : Johannes Schaaf, Rosemarie Fendel, Michael Ende et Marcello Coscia, d'après le roman Momo de Michael Ende
- Musique originale : Angelo Branduardi
- Photographie : Xaver Schwarzenberger
- Montage : Amedeo Salfa
- Création des décors : Danilo Donati
- Direction artistique : Gianni Giovagnoni
- Création des costumes : Danilo Donati
- Pays :  Allemagne de l'Ouest,  Italie
- Langue : allemand
- Genre : Comédie, fantastique
- Durée : 101 min.
- Format : couleur
- Son : Dolby
- Dates de sortie :
  - Allemagne de l'Ouest : 17 juillet 1986

## Distribution
- Radost Bokel : Momo
- Mario Adorf : Nicola
- Armin Mueller-Stahl : le chef des Hommes en gris
- Sylvester Groth : l'agent BLW / 553 X
- Leopoldo Trieste : Beppo
- Bruno Stori : Gigi
- John Huston : Maître Hora
- Ninetto Davoli : Nino
- Concetta Russino : Liliana
- Hartmut Kollakowsky : un Homme en gris
- Michael Ende : un homme dans le train (non crédité au générique)[1]

## Production
Le film est tourné dans les studios Cinecittà, à Rome en Italie.